# Hannelore Schenk
Hannelore Schenk –conocida como Hanne Schenk– (Berlín, 10 de mayo de 1984) es una deportista suiza que compitió en bobsleigh en la modalidad doble.
Ganó dos medallas en el Campeonato Europeo de Bobsleigh, plata en 2010 y bronce en2012.

## Palmarés internacional
| Campeonato Europeo | Campeonato Europeo   | Campeonato Europeo | Campeonato Europeo |
| Año                | Lugar                | Medalla            | Prueba             |
| ------------------ | -------------------- | ------------------ | ------------------ |
| 2010               | Igls (Austria)       | Medalla de plata   | Doble              |
| 2012               | Altenberg (Alemania) | Medalla de bronce  | Doble              |